# Thomas Allen (Maler)
Thomas Allen (* 19. Oktober 1849 in St. Louis, Missouri; † 25. August 1924 in Worcester, Massachusetts) war ein US-amerikanischer Landschafts- und Genremaler der Düsseldorfer Schule.

## Leben
Geboren wurde Allen in St. Louis als Sohn von Ann Russell, Tochter des vermögenden Landvermessers William Russell, und Thomas Allen, einem Politiker der Demokratischen Partei sowie wohlhabenden Rechtsanwalt und Unternehmer. Allen besuchte zunächst die business school der Washington University in St. Louis. 1869, in seinem zweiten Jahr an dieser Schule, in der er begonnen hatte, Kunst zu studieren, nahm er an einer Freilichtmalerei-Studienreise teil, auf der der Kunstlehrer James William Pattison mit seinen Studenten die Landschaften der Rocky Mountains erkundete. Die dabei entstandenen Zeichnungen weckten das künstlerische Interesse in ihm.
1871 brach er auf, um in Europa Kunst zu studieren. Nach einem kurzen Aufenthalt in Paris reiste er noch im gleichen Jahr nach Düsseldorf weiter. An der Kunstakademie Düsseldorf schrieb er sich 1872 ein. Dort waren insbesondere die Spätnazarener Andreas und Karl Müller sowie der vom Naturalismus geprägte Landschaftsmaler Eugen Dücker seine Lehrer. In der Landschafterklasse Dückers hielt sich Allen von 1874 bis 1877 auf.
Nach seinem Studienabschluss an der Düsseldorfer Akademie lebte er in Écouen, einer Gemeinde in der Nähe von Paris mit einer Künstlerkolonie, in der sich auch Edouard Frère und August Friedrich Albrecht Schenck (1828–1901) aufhielten. Noch im Jahr 1878 kehrte er in die Vereinigten Staaten zurück. Er unternahm eine Reise in den Wilden Westen und hielt sich im Winter 1878/1879 im texanischen San Antonio auf. Dann ging er wieder nach Europa.
Im Jahr 1880 war er Mitglied des Düsseldorfer Künstlervereins Malkasten. 1882 stellte er das Bild Evening at the Market Place, San Antonio im Salon de Paris aus. Ob es sich dabei um das 1878/1879 entstandene Bild mit dem Titel Morning in the Market Place, San Antonio, das sich heute im Witte Museum San Antonio befindet, handelt oder aber um eine Variation dieses Bildes, ist nicht geklärt.
Zurück in den Vereinigten Staaten ließ sich Allen mit einem eigenen Atelier in Boston nieder. Er wurde Mitglied der American Society of Artists, der Copley Society of Boston und der Boston Society of Watercolor Painters, die unter seinem Vorsitz reorganisiert und 1892 in New England Watercolor Society umbenannt wurde. 1884 nahm ihn die National Academy of Design in New York City als associate member auf. 1893 saß er im International Board of Judges, eine Jury, die die Kunstausstellung der World’s Columbian Exposition in Chicago begutachtete. Außerdem war er Vorsitzender der Gemäldejury zur Saint Louis World’s Fair 1904, Vizepräsident des Boston Art Club, Vorsitzender der Art Commission of Boston, Vorsitzender der Boston Museum School of Drawing and Painting und bei seinem Tod im Jahr 1924 Vorsitzender des Stiftungsrats des Museum of Fine Arts, Boston. Sein Grab findet sich auf dem Woodlawn Cemetery in Princeton, Worcester County, Massachusetts.
Am 30. Juni 1880 heiratete Allen Eleanor Goddard Whitney (1856–1882), die allerdings bereits am 14. Mai 1882 in Frankreich verstarb. Im gleichen Jahr verstarb Allens Vater und vererbte ihm ein großes Vermögen. In zweiter Ehe vermählte sich Allen 1884 mit Alice Ranney (1862–1949), einem politisch engagierten Mitglied der Woman’s Municipal League und einer organisierten Gegnerin der Suffragetten. Mit ihr hatte er einen Sohn, Robert Fletcher Allen (1892–1903), und eine Tochter, Dorothy Fletcher Allen Preston (1898–1987).

## Werke (Auswahl)
- Bridge at Lissengen, ausgestellt 1876 oder 1877 in der National Academy of Design, New York City[9]
- On the Range, 1877[10]
- Morning in the Market Place, San Antonio, 1878/1879
- Prairie Scene with Mexican Herdsmen and Cattle, 1878/1879
- Freighters from the Rio Grande, 1878/1879
- Toilers of the Plains (on the Old San Antonio Trail), 1879[11]
- Evening in the Market Place, San Antonio, ausgestellt im Salon de Paris 1882
- Old San Pedro Ford (Mexican Woman Washing at San Pedro Spring), Aquarell, 1879[12]
- The Portal of San José Mission, Aquarell, entstanden zwischen 1878 und 1882, Museum of Fine Arts Boston[13]